# Mesomphalia spaethi
Mesomphalia spaethi is een keversoort uit de familie bladkevers (Chrysomelidae). De wetenschappelijke naam van de soort werd in 2014 gepubliceerd door Simões en Monné.